# Europaparlamentsvalet i Slovakien 2004
Europaparlamentsvalet i Slovakien 2004 ägde rum söndagen den 13 juni 2004. Runt 4,2 miljoner personer var röstberättigade i valet om de fjorton mandat som Slovakien hade tilldelats innan valet. I valet tillämpade landet ett valsystem med partilistor, d’Hondts metod och en spärr på 5 % för småpartier. Slovakien var inte uppdelat i några valkretsar, utan fungerade som en enda valkrets i valet. Valet var det första Europaparlamentsvalet som hölls i Slovakien, som hade anslutit sig till unionen den 1 maj 2004.
I valet blev de fyra största partierna ungefär lika stora, med runt 17 procent av väljarstödet var. Slovakiska demokratiska och kristliga unionen – Demokratiska partiet erhöll flest röster och tre mandat. Tre mandat erhöll även Folkpartiet – Rörelsen för ett demokratiskt Slovakien med sina 17,04 procent av väljarstödet, Riktning – socialdemokrati med sina 16,90 procent och Kristdemokratiska rörelsen med sina 16,20 procent. Förutom dessa fyra partier, klarade även Ungerska koalitionens parti att passera femprocentsspärren och erhöll därmed två mandat med sina 13,25 procent.
Bland de partier som misslyckades med att erhålla mandat återfanns det nationalkonservativa partiet Slovakiska nationalistpartiet.
Valdeltagandet var det lägsta i ett Europaparlamentsval någonsin. Det uppgick till knappt 17 procent av röstberättigade. Därmed följde Slovakien trenden med lågt valdeltagande bland de åtta nya östeuropeiska medlemsstaterna.

## Valresultat
| |         |  |         |        |
| | Andel   |  | Antal   | Mandat |
| Slovakiska demokratiska och kristliga unionen                                                        | 17,10 % |  | 119 954 | 3      |
| Slovakiska demokratiska och kristliga unionen                                                        |         |  |         |        |
| Folkpartiet                                                                                          | 17,04 % |  | 119 582 | 3      |
| Folkpartiet                                                                                          |         |  |         |        |
| Riktning – socialdemokrati                                                                           | 16,90 % |  | 118 535 | 3      |
| Riktning – socialdemokrati                                                                           |         |  |         |        |
| Kristdemokratiska rörelsen                                                                           | 16,20 % |  | 113 655 | 3      |
| Kristdemokratiska rörelsen                                                                           |         |  |         |        |
| Ungerska koalitionens parti                                                                          | 13,25 % |  | 92 927  | 2      |
| Ungerska koalitionens parti                                                                          |         |  |         |        |
| Övriga partier och kandidater                                                                        | 19,52 % |  | 136 942 | 0      |
| Övriga partier och kandidater                                                                        |         |  |         |        |
| Ogiltiga och blanka röster                                                                           | 1,81 %  |  | 12 913  | 0      |
| Ogiltiga och blanka röster                                                                           |         |  |         |        |
| Valdeltagande                                                                                        | 16,97 % |  | 714 508 | 14     |
| Valdeltagande                                                                                        |         |  |         |        |
| Antal röstberättigade 4 210 463 08 EPP-ED 03 PES 00 ALDE 00 G/EFA 00 GUE/NGL 00 IND/DEM 00 UEN 03 NI |         |  |         |        |